# Lijst van voetbalinterlands Armenië - Slovenië (vrouwen)
Deze lijst van voetbalinterlands is een overzicht van alle officiële voetbalwedstrijden tussen de nationale vrouwenteams van Armenië en Slovenië. De landen hebben tot nu toe twee keer tegen elkaar gespeeld.

## Wedstrijden
| № | Plaats  | Datum           | Competitie           | Wedstrijd          | Uitslag |
| - | ------- | --------------- | -------------------- | ------------------ | ------- |
| 1 | Jerevan | 28 oktober 2009 | WK 2011 kwalificatie | Armenië − Slovenië | 1 − 5   |
| 2 | Velenje | 27 maart 2010   | WK 2011 kwalificatie | Slovenië − Armenië | 1 − 0   |

## Samenvatting
| Competitie      | Totaal gespeeld | Winst Armenië | Gelijk | Winst Slovenië | Doelsaldo Armenië – Slovenië |
| --------------- | --------------- | ------------- | ------ | -------------- | ---------------------------- |
| WK-kwalificatie | 2               | 0             | 0      | 2              | 1 − 6                        |
| Totaal          | 2               | 0             | 0      | 2              | 1 − 6                        |